# Ivánkaföld
Ivánkaföld (szlovákul Ivankovská Strana) Draskócvölgye településrésze Szlovákiában, a Zsolnai kerületben, a Turócszentmártoni járásban.

## Fekvése
Turócszentmártontól 6 km-re délkeletre, Draskócvölgye központjától kb. 2,5 km-re délnyugatra fekszik.

## Története
Ivánkaföld 1351-ben még „Jordanfelde” néven szerepel először oklevélben. Kezdetben egyik részét Jordán földjének nevezték, melyet 1262-ben egy Ivánka nevű nemes szerzett meg. Később több nemesi család birtoka volt, majd a Nyáry családé lett. 1715-ben 15 háztartása létezett. 1785-ben 31 házában 196 lakos élt.
A 18. század végén Vályi András így ír róla: „IVÁNKAFALVA. Ivantsina. Tót falu Túrótz Várm. földes Urai több Urak, lakosai katolikusok, és evangelikusok, fekszik Túrótz vize mellett, Szent Mihálynak filiája, két szép Templom van benne.”
1828-ban 36 háza és 284 lakosa volt.
Fényes Elek 1851-ben kiadott geográfiai szótárában így ír a faluról: „Iváknófalva, (Ivancsina), tót falu, Thurócz vmegyében, a Thurócz vize mellett: 32 kath., 252 evang. lak. Evang. anyatemplom. Határa róna és termékeny; rétjei igen jók. F. u. Prónay, Nyáry család.”
A 20. század elején Draskócvölgyével egyesítették. Lakói főként mezőgazdasággal foglalkoztak. 1910-ben 62, túlnyomórészt szlovák lakosa volt. A trianoni diktátumig Turóc vármegye Turócszentmártoni járásához tartozott.

## Lásd még
- Draskócvölgye